# At the Cliffs of River Rhine
At the Cliffs of River Rhine ist ein Livealbum der Krautrock-Band Agitation Free. Es enthält einen Ausschnitt eines Konzertes vom 2. Februar 1974 in Köln, das im Rahmen der WDR-Radio-Sendung „Nachtmusik“ aufgezeichnet wurde.

## Hintergrund
Im Jahr 1974 war Agitation Free von starken Auflösungstendenzen geprägt. Im Januar 1974 absolvierte die Band noch eine erfolgreiche Frankreichtournee. Beginnend mit dem Kölner Konzert gab die Band noch bis April 1974 in ihrer Grundbesetzung Konzerte in verschiedenen deutschen Städten. Michael Hoenig wechselte dann zu Tangerine Dream, Lutz Ulbrich arbeitete in Frankreich als Straßenmusiker und half später bei Ash Ra Tempel aus. Im September 1974 stieg auch Burghard Rausch aus. Er arbeitete dann als Moderator beim RIAS Berlin. Die Band tourte in wechselnder Besetzung noch bis November 1974. Danach stellte die Band bis zum Jahre 2001 alle Aktivitäten ein. Das Album ist somit auch ein Tondokument dieser Zeit der Band-Geschichte.

## Inhalt
At the Cliffs of River Rhine zeichnet sich durch längere Live-Improvisationen stilistisch mit psychedelischen und jazzigen Einflüssen aus. Die Titel sind überwiegend Live-Interpretationen von Titeln des Albums 2nd. Der längste Titel Through the Moods ist nur auf diesem Album erschienen.
Das Album wurde erst 1998 durch das Label Garden of Delights veröffentlicht. Die Tonqualität ist hervorragend, da es sich um eine Aufnahme des WDR handelt. Es ist, abgesehen von inoffiziellen Bootlegs schlechter Qualität, die einzige offizielle Live-Veröffentlichung der Band.

## Titelliste
1. Through the Moods – 13:28
2. First Communication – 8:56
3. Dialogue & Random – 0:57
4. Laila – 10:03
5. In the Silence of the Morning Sunrise – 4:41

Eine Neuauflage des Albums im Jahre 2008 enthält als Bonustitel noch das Stück Big Fuzz (8:54), das aber aus einem Konzert vom 16. Februar 1972 in Moers stammt.

## Besetzung
- Lutz Ulbrich – Gitarre
- Gustav Lütjens – Gitarre
- Michael "Fame" Günther – Bass
- Michael Hoenig – Keyboards
- Burghard Rausch – Schlagzeug

## Veröffentlichungen
- 1998 CD Deutschland Garden of Delights CD 028
- 2005 LP Deutschland Amber Soundroom AS LP 048
- 2008 CD Deutschland Revisited Records, SPV GmbH REV 101, SPV 42812 CD (unter dem Titel Live '74)[3]
- 2019 LP Deutschland MIG-Music GmbH MIG 02181 (unter dem Titel Live '74  [At The Cliffs Of River Rhine])[3]